# 6890 Savinykh
6890 Savinykh este un asteroid din centura principală de asteroizi.

## Descriere
6890 Savinykh este un asteroid din centura principală de asteroizi. A fost descoperit pe 3 septembrie 1975 la Observatorul astrofizic din Crimeea de Liudmila Cernîh. El prezintă o orbită caracterizată de o semiaxă mare de 3,21 ua, o excentricitate de 0,16 și o înclinație de 0,9° în raport cu ecliptica.